# Skopové maso

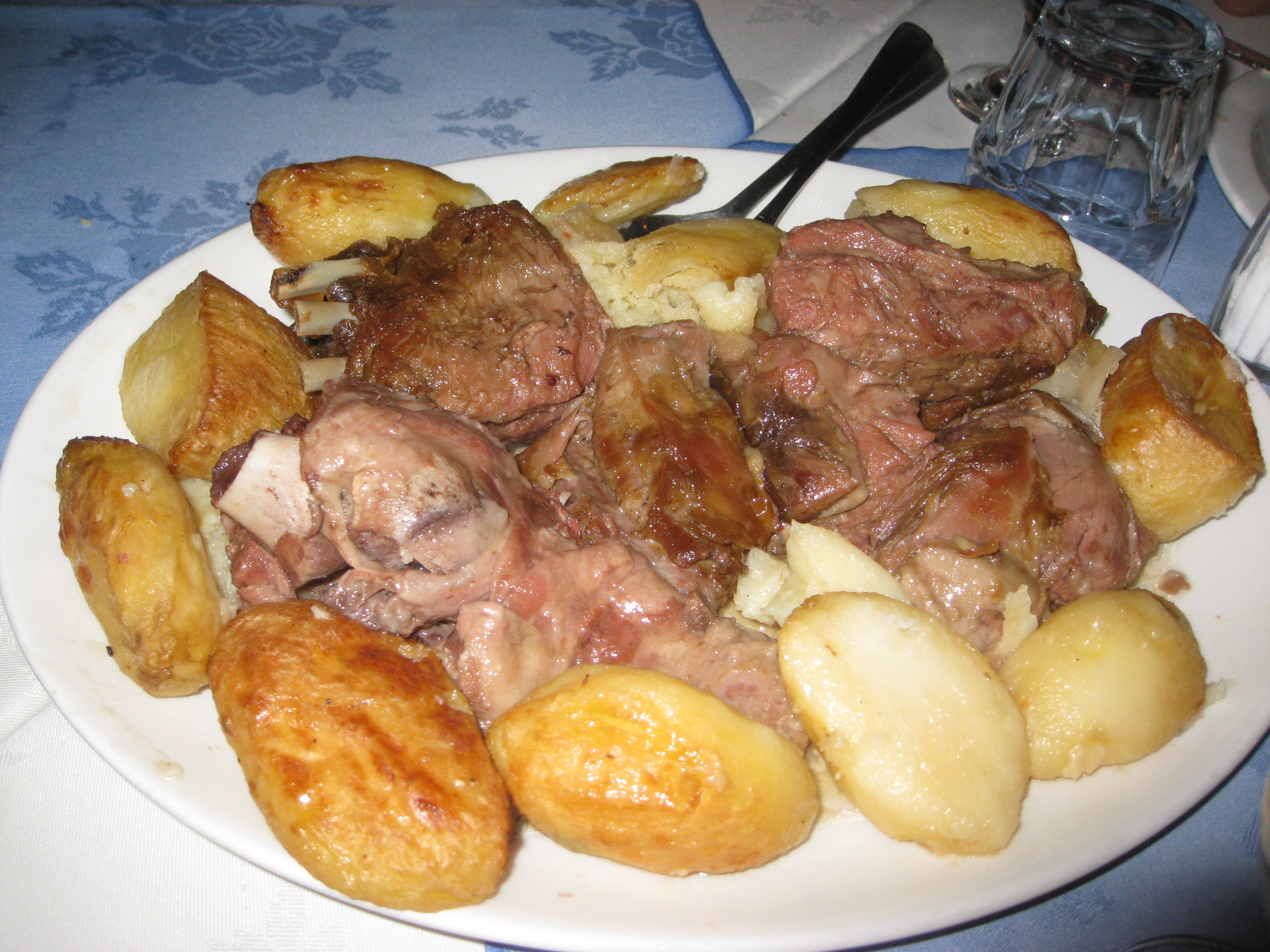
Řecké jehněčí Kleftiko

Skopové a jehněčí maso je maso získávané z ovcí. V oblasti Balkánu, Indie, Kavkazu, Blízkého a Středního východu je nejčastěji užívaným druhem masa. Je oblíbené také v italské, francouzské, španělské či britské kuchyni. Dříve bylo poměrně rozšířené, ale dnes je jeho spotřeba mnohem nižší.

## Skopové maso

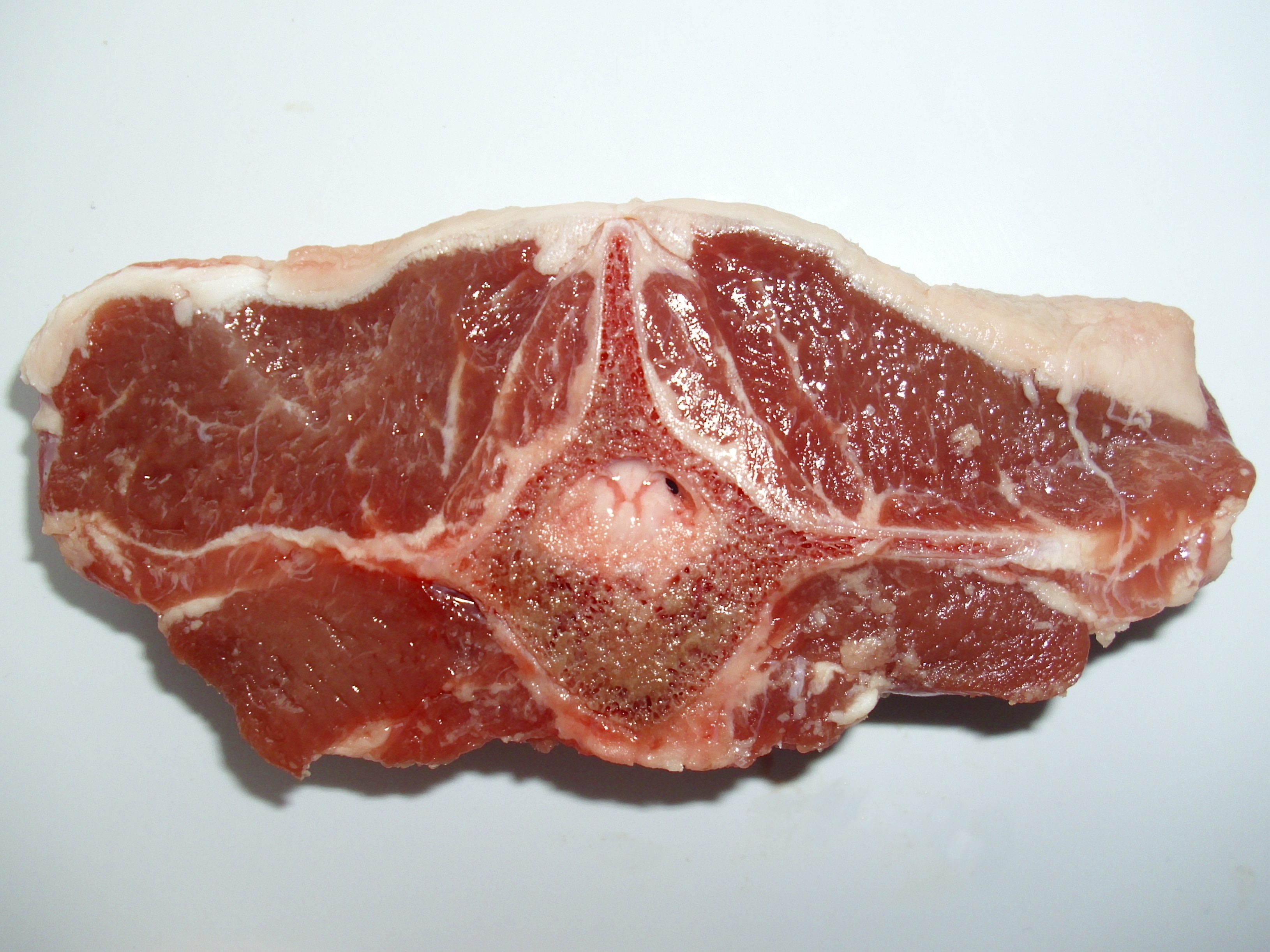
Skopové

Skopové maso pochází z dospělých ovcí, starších půl roku. Za nejkvalitnější se pokládá maso ze skopců (kastrovaných beranů), odtud název. Jeho konzumace je rozšířena zejména v muslimských zemích, Indii a Izraeli, kde tamější náboženské zvyky zakazují konzumaci vepřového masa. Je základem stravy také v Mongolsku a kromě ryb také jedna z hlavních potravin na Islandu. Skopové maso má jasně červenou barvu. Vyznačuje se vláknitější strukturou a vyšší tučností než jehněčí maso. Maso ze starších ovcí, a zejména z nekastrovaných beranů, mívá výraznější specifický pach, kvůli němuž se doporučuje příprava s česnekem a bylinkami, jako je majoránka, tymián a rozmarýna. Z tohoto důvodu se ve Velké Británii ke skopové pečeni tradičně podává pikantní mátová omáčka.

## Jehněčí maso

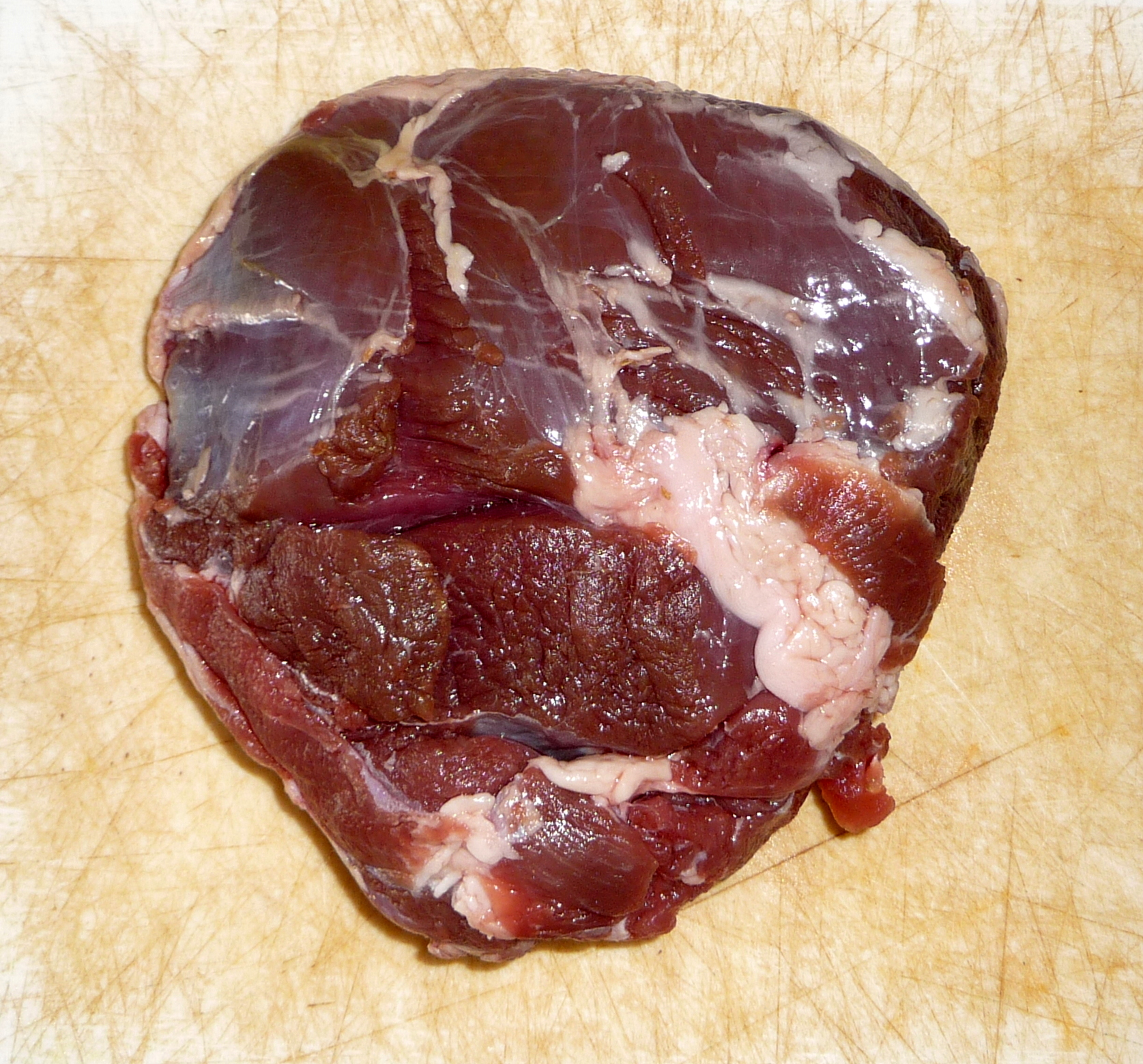
Jehněčí

Jehněčí maso pochází z mladých ovcí ve věku do šesti měsíců. Jehněčí maso má podobné vlastnosti jako maso skopové či kůzlečí maso, pro neznalé lze toto maso popsat jako něco mezi hovězím a králíkem. Jde o maso jemné a velmi kvalitní, vyrostlé v naprosté většině případů díky mateřskému mléku a čerstvé pastvě a tudíž velmi zdravé. Vyznačuje se typickou příchutí, která je však mnohem slabší než masa skopového. Proto se tradičně upravuje s česnekem a bylinkami, například majoránkou nebo dobromyslí. Lze jej využít ke grilování, pečení, dušení nebo přípravě ragú. V české kuchyni není dosud jeho použití příliš obvyklé.
Jehněčí maso neobsahuje téměř žádné tuky a cholesterol. Je zdrojem bílkovin, nenasycených mastných kyselin, minerálů (vápník, fosfor, železo, zinek, hořčík, selen, měď) a vitamínů skupiny B. Obsahuje velké množství omega-3 mastných kyselin.

## Produkce skopového masa
V následující tabulce je vzorek zemí produkující skopové, ale mnoho dalších významných výrobců v rozsahu 50-120 KT uvedeno není.
|                    | 2008 | 2009 | 2010 | 2011 | 2012 |
| ------------------ | ---- | ---- | ---- | ---- | ---- |
| Svět               | 8415 | 8354 | 8229 | 8348 | 8470 |
| Alžírsko           | 179  | 197  | 205  | 253  | 261  |
| Austrálie          | 660  | 635  | 556  | 513  | 556  |
| Brazílie           | 79   | 80   | 82   | 84   | 85   |
| Čína               | 1978 | 2044 | 2070 | 2050 | 2080 |
| Evropská unie      | 985  | 934  | 892  | 895  | 880  |
| Francie            | 130  | 126  | 119  | 115  | 114  |
| Německo            | 38   | 38   | 38   | 39   | 36   |
| Řecko              | 91   | 90   | 90   | 90   | 90   |
| Indie              | 275  | 286  | 289  | 293  | 296  |
| Írán               | 170  | 114  | 90   | 104  | 126  |
| Indonésie          | 113  | 128  | 113  | 113  | 113  |
| Kazachstán         | 110  | 116  | 123  | 128  | 128  |
| Nový Zéland        | 598  | 478  | 471  | 465  | 448  |
| Nigérie            | 145  | 149  | 171  | 172  | 174  |
| Rusko              | 156  | 164  | 167  | 171  | 173  |
| Turecko            | 278  | 262  | 240  | 253  | 272  |
| Turkmenistán       | 124  | 128  | 130  | 130  | 133  |
| USA                | 81   | 80   | 76   | 69   | 72   |
| Spojené království | 326  | 307  | 277  | 289  | 275  |

Zdroj: Helgi Library, World Bank, FAOSTAT